# Velîkîi Hlîbociok, raionul Ternopil, regiunea Ternopil
Velîkîi Hlîbociok (în ucraineană Великий Глибочок) este o comună în raionul Ternopil, regiunea Ternopil, Ucraina, formată numai din satul de reședință.

## Demografie
Componența lingvistică a comunei Velîkîi Hlîbociok
     Ucraineană (99,22%)
     Alte limbi (0,73%)
Conform recensământului din 2001, majoritatea populației comunei Velîkîi Hlîbociok era vorbitoare de ucraineană (99,22%), existând în minoritate și vorbitori de alte limbi.